# سرقت از اوباش
سرقت از اوباش (به انگلیسی: Rob the Mob) فیلمی محصول سال ۲۰۱۴ و به کارگردانی ریموند دی فلیتا است. در این فیلم بازیگرانی همچون مایکل پیت، نینا آریاندا، ری رومانو، گریفین دان، مایکل ریسپولی، فرانک ویلی، برت یانگ، کتی موریارتی، اندی گارسیا، آیدا تورتورو، جوزف آر. گاناسکولی، یول وازکوئز، ایمی مالینز، جرملی آلن وایت، سمیرا وایلی و بروک آلتمن ایفای نقش کرده‌اند.

## چکیده داستان
این فیلم با دو کلاهبردار کوچک تامی اووا (پیت) و رزی دتوما (آریاندا) در حال اوج گرفتن و سرقت از یک گلفروش در روز  ولنتاین آغاز می‌شود. تامی از صندوقدار دزدی مسلحانه می‌کند در حالی که رزی در ماشینی که از پدرش به ارث برده، منتظر ماند. تامی دستگیر می‌شود و به مدت ۱۸ ماه به زندان انداخته می‌شود. در این میان، رزی می‌شود یک کار در آژانس وصول بدهی پیدا می‌کند به مدیریت دیو لاول (دون)، که به دلیل خرید جنس بدون پرداخت پول از شرکت‌های بزرگ ابه مبلغ ۸۰۰٬۰۰۰ دلار با ارائه فاکتورهای جعلی به زندان می‌افتد. لاول زندگی خود را اصلاح می‌کند و بیشتر افراد سابق را در شرکتش استخدام می‌کند. او خوشحال می‌شود که به تامی یک کار و شانس دوم می‌دهد. تامی خستگی ناپذیر است و به جای پیروی از آیین‌نامه فیلمنامه تماس با مشتری‌ها، بیشتر به مردم در مورد چگونگی فریب دادن شرکت لاول مشاوره می‌دهد.